# Downary
Downary – wieś w Polsce położona w województwie podlaskim, w powiecie monieckim, w gminie Goniądz.
| SIMC    | Nazwa        | Rodzaj    |
| ------- | ------------ | --------- |
| 0396699 | Downary-Plac | część wsi |

Wieś królewska w starostwie knyszyńskim w ziemi bielskiej województwa podlaskiego w 1795 roku.
W latach 1954–1972 wieś należała i była siedzibą władz gromady Downary. W latach 1975–1998 miejscowość administracyjnie należała do województwa łomżyńskiego.
Wierni kościoła rzymskokatolickiego należą do parafii Matki Boskiej Anielskiej w Downarach.

## Położenie
Downary położone są na skraju Kotliny Biebrzańskiej w otulinie Biebrzańskiego Parku Narodowego. Przez miejscowość przebiega droga powiatowa łącząca Goniądz z Trzciannem. Z większych atrakcji turystycznych w Downarach znajdują się: Twierdza Osowiec, Carska Droga, siedziba dyrekcji Biebrzańskiego Parku Narodowego z muzeum oraz ścieżki dydaktyczne: ścieżka historyczno-przyrodnicza „Góra Skobla” i ścieżka przyrodniczo-historyczna „Wokół Fortu IV twierdzy Osowiec”.

## Historia
W 1572 Downary zostały lokowane przez Zygmunt III jako przedmieścia Goniądza.
W Downarach urodził się 20 kwietnia 1874 r. i wychowywał ks. prał. kan. Ksawery Kimaszewski (zm. w roku 1939 w W-wie), późniejszy administrator Diecezji tyraspolskiej, a także inicjator budowy kościoła i powstania parafii Matki Boskiej Anielskiej w Downarach. W okresie międzywojennym z inicjatywy Jana Kowala została zbudowana piętrowa murowana szkoła podstawowa.
Downary w latach 1954–1972 były siedzibą Gromadzkiej Rady Narodowej.
Według spisu ludności z 30 września 1921 Downary zamieszkiwało ogółem 360 osób z czego mężczyzn – 171, kobiet – 189. Budynków mieszkalnych było 66.
Według spisu ludności z 2011 w Downarach zamieszkiwało ogółem 312 osób z czego mężczyźni stanowili – 47,4%, a kobiety – 52,6%. Miejscowość zamieszkuje 6,0% mieszkańców gminy Goniądz.

## Urodzeni w Downarach
- Franciszek Ksawery Klimaszewski – ks. prał. kan. administrator Diecezji tyraspolskiej
- Antoni Gabryelewicz – lekarz profesor nauk medycznych